# 平德
平德（Bhind），是印度中央邦平德縣的一个城镇。总人口153768（2001年）。

## 人口
该地2001年总人口153768人，其中男性83009人，女性70759人；0—6岁人口23089人，其中男12764人，女10325人；识字率68.99%，其中男性为76.50%，女性为60.18%。